# Déraciné
 Déraciné  ist ein Virtual-Reality-Adventure des japanischen Spieleentwicklers From Software, das am 6. November 2018 exklusiv für die PlayStation 4 erschien und den Besitz des Head-Mounted Displays PlayStation VR voraussetzt. Zur Steuerung werden die PlayStation-Move-Controller benötigt. Leitender Entwickler von Déraciné ist Hidetaka Miyazaki, unter anderem bekannt als der Schöpfer der Dark-Souls-Reihe und Bloodborne.

## Handlung
Die Geschichte spielt in einem alten, abgelegenen Internat, in dem drei Jungen und drei Mädchen mit ihrem in die Jahre gekommenen Rektor leben. Der Spieler übernimmt die Rolle eines unsichtbaren Geistes, der in einer Welt lebt, in der die Zeit stillsteht und beobachtet die Geschehnisse im Haus. Als sich eines der Mädchen schwer verletzt, bitten die Kinder den Geist durch die Zeit zu reisen, um den Unfall in der Vergangenheit zu verhindern, noch bevor er geschieht. Doch die Veränderung der Zeitlinie löst unvorhersehbare Konsequenzen aus und führt nicht zum gewünschten Erfolg. Déraciné geht damit in eine ähnliche Richtung wie die Handlung des Spiels Life Is Strange oder des Films Butterfly Effect, die ebenfalls die möglichen Auswirkungen von Zeitmanipulation thematisieren.

## Spielprinzip
Der Spieler steuert die Figur des unsichtbaren Geistes mit zwei PlayStation-Move-Controllern, die auf dem Bildschirm seine Hände abbilden. Die Fortbewegung erfolgt mittels Teleportation, es wird ein Zielpunkt anvisiert und die Spielfigur erscheint ohne eine Laufsequenz an dem gewünschten Ort. Der Spielablauf verlangt, dass eine Reihe von Rätseln gelöst werden und dazu das weitläufige Internat nach Hinweisen und nutzbaren Gegenständen abgesucht wird. Allerdings ergeben sich immer wieder Komplikationen, weil Handlungen in der Vergangenheit die Zukunft auf ungünstige Weise beeinflussen. Das Ziel ist es, den schrecklichen Unfall des Mädchens zu verhindern, ohne unerwünschte Konsequenzen für die anderen Personen hervorzurufen.

## Rezeption
Die Kritiken zur Veröffentlichung des Spiels waren gemischt. Bei Metacritic erreichte Déraciné eine aggregierte Bewertung von 68 aus 100 Punkten, basierend auf 54 Kritiken der internationalen Fachpresse. Darin wurden eine spannende Geschichte, ein auch für Anfänger geeigneter Schwierigkeitsgrad sowie grafische Perfektion, besonders auf der PlayStation 4 Pro, hervorgehoben.
Als Kritikpunkte werden eine kurze Spielzeit von etwa fünf bis sechs Stunden, eine strenge Linearität des Spielverlaufs und eine oftmals starr und leblos wirkende Spielwelt aufgeführt.

„Fazit: »‚Déraciné‘ übt sicherlich eine ganz besonderen Reiz aus. Das VR-Abenteuer besticht durch seinen ruhigen Spielablauf und die stimmungsvolle Atmosphäre. Die Steuerung auf Basis der Move-Controller ist nicht die präziseste Variante, funktionierte aber im Test ordentlich. Spielerisch gibt sich ‚Déraciné‘ als genügsames, wenn auch mitunter etwas gestreckt wirkendes Point&Click-Adventure, das die Möglichkeiten der Zeitreise und der damit einhergehenden Veränderungen ‚nur‘ ordentlich nutzt.«“

„Fazit: »Wer mit Déraciné ein typisches Spiel von From Software in VR erwartet, wird wohl ein wenig überrascht sein. Statt epischer Kämpfe gegen Monster ist es hier eine rührende Geschichte über Internatskinder, die an Geister glauben.«“

„Fazit: »Der leitende Entwickler Hidetaka Miyazaki wollte mit Déraciné ein kleines, einfaches Kunstwerk schaffen, das Spieler abseits etablierter Spielmechaniken allein durch seine Erzählung und die Interaktion mit digitalen Figuren fesselt. Das Ergebnis ist allerdings ungelenk und hölzern.«“